# Olympische Winterspiele 2022/Biathlon – Staffel (Männer)
Das 4 × 7,5-km-Staffelrennen der Männer im Biathlon bei den Olympischen Winterspielen 2022 wurde am 15. Februar 2022 um 14:30 Uhr Ortszeit (7:30 Uhr MEZ) ausgetragen. Austragungsort war das Nordische Ski- und Biathlonzentrum Guyangshu.
Sieger wurde die norwegische Staffel, die das Rennen vor Frankreich und der Staffel des Russischen Olympischen Komitees gewann.
Im Anschluss an das Rennen fand im Stadion eine kurze Zeremonie statt. Dabei erhielten die Athleten auf dem Podest das Maskottchen Bing Dwen Dwen durch Ivor Lehoťan. Der Slowake ist Mitglied des Exekutivkomitees des Weltverbandes IBU. Die Medaillenvergabe fand einen Tag später am Abend auf der sogenannten Medals Plaza in Zhangjiakou statt. Die Medaillen überreichte die Norwegerin Kristin Kloster Aasen als Mitglied des Internationalen Olympischen Komitees. Begleitet wurde sie dabei von Ivor Lehoťan aus der Slowakei. Dieser übergab die Blumen an die Medaillengewinner. Danach wurde mit Ja, vi elsker dette landet die norwegische Nationalhymne zu Ehren der Sieger gespielt.

## Wettkampfbeschreibung
Beim Staffelrennen gingen vier Athleten einer Nation als Mannschaft ins Rennen. Jeder Athlet hatte dabei eine Laufstrecke von 7,5 km mit je drei gleich langen Runden zu absolvieren. Nach den ersten beiden Runden war jeweils einmal der Schießstand anzulaufen; beim ersten Mal musste liegend, beim zweiten Mal stehend geschossen werden. Anders als in den Einzelwettkämpfen standen den Athleten pro Schießeinlage bis zu drei Nachladepatronen zur Verfügung. Für jede Scheibe, die nach Abgabe aller acht Schüsse nicht getroffen wurde, musste eine Strafrunde mit einer Länge von 150 m absolviert werden. Die Staffelübergabe an den nächsten Athleten erfolgte durch eine eindeutige Berührung am Körper innerhalb einer vorgegebenen Wechselzone. Der letzte Athlet lief am Ende seiner dritten Laufrunde nicht mehr in die Wechselzone, sondern direkt ins Ziel. Sieger wurde diejenige Nation, deren Staffel als erste das Ziel erreichte.
Totalanstieg: 4 × 273 m, Maximalanstieg: 21 m, Höhenunterschied: 52 m 
 21 Staffeln am Start, davon 3 überrundet.

## Ergebnisse
| Platz | Nation Athleten                                                                        | Zeit (h)                                  | Strafrunden + Nachlader              | Differenz (min) |
| ----- | -------------------------------------------------------------------------------------- | ----------------------------------------- | ------------------------------------ | --------------- |
| 1     | Norwegen Sturla Holm Lægreid Tarjei Bø Johannes Thingnes Bø Vetle Sjåstad Christiansen | 1:19:50,2 20:21,2 20:40,1 19:10,9 19:38,0 | 1+7 0+0 1+3 0+0 0+2 0+2 0+0 0+0 0+0  |                 |
| 2     | Frankreich Fabien Claude Émilien Jacquelin Simon Desthieux Quentin Fillon Maillet      | 1:20:17,6 19:48,7 20:01,2 20:20,6 20:07,1 | 0+9 0+2 0+0 0+1 0+0 0+2 0+1 0+1 0+2  | +0:27,4         |
| 3     | ROC Said Karimulla Chalili Alexander Loginow Maxim Zwetkow Eduard Latypow              | 1:20:35,5 19:40,9 19:32,8 20:15,5 21:06,3 | 2+6 0+0 0+1 0+0 0+2 0+0 0+0 0+0 2+3  | +0:45,3         |
| 4     | Deutschland Erik Lesser Roman Rees Benedikt Doll Philipp Nawrath                       | 1:20:54,5 20:21,8 20:15,0 19:36,3 20:41,4 | 1+9 0+0 0+3 0+0 0+1 0+1 1+3          | +1:04,3         |
| 5     | Schweden Peppe Femling Jesper Nelin Martin Ponsiluoma Sebastian Samuelsson             | 1:21:39,6 20:18,5 21:01,5 20:05,0 20:14,6 | 1+13 0+1 0+3 1+3 0+1 0+3 0+1 0+0 0+1 | +1:49,4         |
| 6     | Kanada Adam Runnalls Christian Gow Jules Burnotte Scott Gow                            | 1:21:46,5 20:33,2 20:36,8 20:32,6 20:03,9 | 2+9 0+1 1+3 0+0 1+3 0+2 0+0 0+0 0+0  | +1:56,3         |
| 7     | Italien Thomas Bormolini Tommaso Giacomel Lukas Hofer Dominik Windisch                 | 1:21:48,8 20:11,8 20:14,5 20:38,4 20:44,1 | 2+13 0+0 0+2 0+0 0+3 1+3 0+1 0+1 1+3 | +1:58,6         |
| 8     | Belarus Mikita Labastau Dsmitryj Lasouski Maksim Warabej Anton Smolski                 | 1:21:49,2 19:41,8 20:43,9 21:13,8 20:09,7 | 2+11 0+2 0+1 0+0 0+2 0+0 2+3 0+3 0+0 | +1:59,0         |
| 9     | Ukraine Bohdan Zymbal Artem Pryma Anton Dudtschenko Dmytro Pidrutschnyj                | 1:23:31,5 20:22,9 21:05,4 20:49,9 21:13,3 | 4+12 0+1 0+1 0+1 1+3 0+0 1+3 0+0 2+3 | +3:41,3         |
| 10    | Österreich David Komatz Simon Eder Felix Leitner Harald Lemmerer                       | 1:23:31,9 20:34,2 20:33,2 20:10,9 22:13,6 | 2+8 0+2 0+0 0+0 0+2 0+0 0+0 0+1 2+3  | +3:41,7         |
| 11    | Slowenien Miha Dovžan Jakov Fak Lovro Planko Rok Tršan                                 | 1:24:09,6 20:23,6 20:43,1 21:33,7 21:29,2 | 0+10 0+1 0+0 0+1 0+3 0+2 0+1 0+0 0+2 | +4:19,4         |
| 12    | Schweiz Sebastian Stalder Benjamin Weger Niklas Hartweg Joscha Burkhalter              | 1:24:12,3 20:58,0 20:22,0 20:10,0 22:42,3 | 1+8 0+0 0+0 0+1 0+1 0+0 0+0 1+3 0+3  | +4:22,1         |
| 13    | Vereinigte Staaten Sean Doherty Jake Brown Paul Schommer Leif Nordgren                 | 1:25:33,0 20:47,2 21:11,5 21:21,2 22:13,1 | 3+13 0+1 1+3 0+0 1+3 0+0 0+2 1+3 0+1 | +5:42,8         |
| 14    | Litauen Tomas Kaukėnas Vytautas Strolia Karol Dombrovski Linas Banys                   | 1:25:37,8 21:10,3 21:11,6 21:25,9 21:50,0 | 0+11 0+2 0+0 0+0 0+3 0+0 0+1 0+3 0+2 | +5:47,6         |
| 15    | Estland Rene Zahkna Kristo Siimer Kalev Ermits Raido Ränkel                            | 1:26:03,6 21:25,8 22:26,7 20:56,9 21:14,2 | 2+12 0+0 1+3 0+3 1+3 0+0 0+2 0+1 0+0 | +6:13,4         |
| 16    | China Cheng Fangming Yan Xingyuan Zhu Zhenyu Zhang Chunyu                              | 1:26:27,5 20:12,8 22:37,5 21:46,2 21:51,0 | 2+11 0+1 0+0 0+2 2+3 0+1 0+3 0+1 0+0 | +6:37,3         |
| 17    | Finnland Heikki Laitinen Tero Seppälä Olli Hiidensalo Tuomas Harjula                   | 1:26:57,7 22:27,8 20:34,7 21:25,2 22:30,0 | 4+14 0+2 2+3 0+0 0+2 0+1 0+3 0+0 2+3 | +7:07,5         |
| 18    | Bulgarien Blagoj Todew Wladimir Iliew Dimitar Gerdschikow Anton Sinapow                | 1:27:05,3 22:27,2 20:26,6 21:58,4 22:13,1 | 2+11 0+2 0+1 0+1 0+1 1+3 0+0 0+0 1+3 | +7:15,1         |
| 19    | Tschechien Jakub Štvrtecký Mikuláš Karlík Adam Václavík Michal Krčmář                  | LAP 22:55,8 20:29,3 LAP                   | – 1+3 1+3 0+2 0+3 0+0 2+3            | –               |
| 20    | Belgien Florent Claude Thierry Langer Tom Lahaye-Goffart César Beauvais                | LAP 21:01,7 22:08,2 LAP                   | – 0+0 0+2 0+1 0+2 0+3 0+0            | –               |
| 21    | Slowakei Michal Šíma Matej Baloga Šimon Bartko Tomáš Sklenárik                         | LAP 21:39,2 22:10,1 LAP                   | – 0+0 0+2 0+1 0+2 2+3 0+2            | –               |